# Rhobala lemur
Rhobala lemur är en insektsart som beskrevs av Kramer 1963. Rhobala lemur ingår i släktet Rhobala och familjen dvärgstritar. Inga underarter finns listade i Catalogue of Life.